# Selección de rugby league de los Países Bajos
La selección de rugby league de los Países Bajos es el equipo de rugby league de los Países Bajos en un deporte que es prácticamente desconocido en los Países Bajos. Se formó en enero de 2003. La selección nacional jugó su primer partido internacional en 2003 contra Escocia, donde perdió 22-18.

## Historia
El año de fundación de la liga de rugby fue en 2003, donde se ha jugado regularmente desde 2003 bajo la NNRLB y ha experimentado un pequeño crecimiento nacional en el camino. El primer partido de clubes de la liga de rugby se jugó entre Te Werve Bustards (Den Haag) y Essex Eels de gira. Después de que la liga de rugby cesó en 2008, se encomendó a una nueva junta la Nederlandse Rugby League Bond (NRLB) para administrar y hacer crecer el juego en los Países Bajos en 2009.
Los holandeses participaron en la Copa del Mundo de la Liga de Rugby de Estudiantes de 1989 en Inglaterra, contra Australia, Inglaterra, Francia, Nueva Zelanda, Gales, Irlanda y Escocia. El primer partido de la liga de rugby en Holanda fue un partido de preparación para el torneo contra el equipo del ejército francés en la Real Academia Militar de Breda. Mientras que a fines de la década de 1980 se enfrentaron a Toulouse para ganar un empate de 20. Habiendo jugado su primer partido internacional contra Escocia A en Sassenheim, perdiendo por estrecho margen 18 a 22, introduciendo la Copa de Rótterdam en 2004 con una derrota por 24-14 ante Scotland Students y su debut por 24 a 14 ante Serbia.
En 2005, Holanda se basó en la temporada anterior con el equipo nacional jugando cuatro partidos internacionales. Los Países Bajos fueron derrotados por Georgia 34 - 14 en abril. Luego pasaron a ganar sus otros tres partidos internacionales contra Serbia, Escocia y Alemania.
Serbia hizo que la tarea de superar la primera ronda de las eliminatorias europeas fuera aún más difícil. Holanda sufrió fuertes derrotas ante Rusia 40 - 14 y Georgia 57 - 16. Como consuelo, Holanda logró derrotar a los otros recién llegados europeos a Serbia 38 - 26. Holanda terminó tercero en el Grupo y no pudo clasificarse para la Copa Mundial de la Rugby League 2008 . Holanda coronó el 2006 con una victoria ante la República Checa 34-28.
Róterdam acogió el Festival de los Nueve de la Liga Internacional de Rugby de Nederlandse para los equipos europeos visitantes entre 2004 y 2007.
En la actualidad, la NRLB es una asociación deportiva sin fines de lucro para la liga de rugby con su objetivo principal de lograr la exposición del juego y atraer a más personas al deporte. La NRLB tiene una temporada de verano corta (4 rondas + Finales) con la competencia de Holanda 3V Sports Grand Prix 9 para los clubes Capelle Spartans, Delft Rugby League, Nootdorp Musketiers y Te Werve Bustards, mientras albergan equipos para 13 partidos, incluido el anual. Choque con Old Boys de la Universidad de Oxford (en el Kermis Challenge) y diferentes equipos del Reino Unido. Holanda, como escuadrones nacionales y de desarrollo, han participado en giras en torneos como los de Heidelberg 9 en Alemania y eventos basados en el Reino Unido.
En temporadas recientes, los holandeses también han participado en un Cross Border Challenge con clubes alemanes selectos, partidos de la Selección Nacional (Select GPN vs Residents) y partidos promocionales (equipo combinado vs Capelle Spartans). A nivel juvenil este año, los holandeses organizaron una gira BARLA U17 contra una selección holandesa de Tasman U17 en julio en Nootdorp y Delft.
Como la mayoría de las naciones en desarrollo de la liga de rugby, existen restricciones que la junta holandesa enfrenta en las primeras etapas de desarrollo, como financiamiento, patrocinio, apoyo y promoción.
El plan decenal holandés es tener una competencia nacional totalmente autosuficiente durante al menos 6 meses al año y tener varios clubes de Rugby League independientes en todo el país. La escuadra nacional vuelve al escenario internacional compitiendo con los mejores. El Nederlandse Rugby League Bond obtuvo el estatus de miembro Observador de la Federación Europea de Rugby League en febrero de 2012.
En mayo de 2013, Holanda ocupó el puesto 28 en el RLIF World Rankings después de su partido contra Alemania en un esfuerzo perdido.

## Coincidencias
Holanda jugó su primer partido en 2003 contra Escocia A, perdiendo 22 a 18. Luego compitió en la Copa de Róterdam 2004, perdiendo ambos partidos.
Holanda no logró pasar de las etapas preliminares de la clasificación para la Copa Mundial de Rugby League de 2008, después de ser derrotada por Georgia y Rusia en 2006. Sin embargo, logró una victoria contra Serbia.
Después de estos partidos, la selección nacional hizo una pausa tras una disputa entre la Federación Neerlandesa y la RLEF. En 2009, se nombró una nueva junta "Nederlandse Rugby League Bond (NRLB)" para dirigir el juego holandés y restablecer las relaciones con la RLEF. Holanda fue readmitida en la RLEF en 2010 y reanudó la competición internacional en 2013 con un partido amistoso contra Alemania.

## Directores técnicos

### Equipo actual
| Nombre               | Cargo                    | Período       | PJ | G | E | P | Prom.  |
| -------------------- | ------------------------ | ------------- | -- | - | - | - | ------ |
| Kane Krlic           | Entrenador               | Marzo de 2015 | 9  | 5 | 0 | 4 | 55,56  |
| Matthew Rigby        | Asistente del entrenador | Junio de 2016 | 7  | 5 | 0 | 2 | 71,43  |
| Jason Bruygoms       | Asistente del entrenador | Junio de 2017 | 5  | 5 | 0 | 0 | 100,00 |
| Stephanie van Diepen | Fisioterapeuta           | Junio de 2017 |    |   |   |   |        |
| Guus Kootstra        | Fisioterapeuta           | Junio de 2017 |    |   |   |   |        |
| Timo Meinders        | El director del equipo   | Mayo de 2017  |    |   |   |   |        |

### Antiguo personal
| Nombre      | Cargo                    | Período       | PJ             | G | E | P | Prom. |      |
| ----------- | ------------------------ | ------------- | -------------- | - | - | - | ----- | ---- |
| Joe Collins | Asistente del entrenador | Junio de 2016 | Agosto de 2017 | 2 | 0 | 2 | 0     | 0,00 |

## Palmarés
Europeo División D
- Campeón (1): 2021